# Reitzenhain (Taunus)
Reitzenhain ist eine Ortsgemeinde im Rhein-Lahn-Kreis in Rheinland-Pfalz. Sie gehört der Verbandsgemeinde Loreley an, die ihren Verwaltungssitz in St. Goarshausen hat.

## Geographie
Zu Reitzenhain gehören auch die Wohnplätze Bogeler Mühle und Heppenhofmühle.

## Geschichte
Der Ort gehörte zur Niedergrafschaft Katzenelnbogen und war damit Teil des Besitzes der Grafen von Katzenelnbogen. Nach deren Aussterben 1479 fiel das Gebiet an die Landgrafschaft Hessen. 1527 führte Landgraf Philipp I. die Reformation ein. Nach seinem Tod 1567 zerfiel das Haus Hessen in mehrere Linien. Ruppertshofen wurde Hessen-Rheinfels zugeschlagen, fiel aber 1583 an Hessen-Kassel. Während des Dreißigjährigen Krieges kurzfristig von Hessen-Darmstadt besetzt, fiel es 1648 wieder an Hessen-Kassel.
Zwischen 1806 und 1813 war die Niedergrafschaft und somit Reitzenhain von Frankreich besetzt und verwaltet (Pays réservé de Catzenellenbogen). Nach dem Wiener Kongress wurde es infolge eines Tauschgeschäftes 1816 dem Herzogtum Nassau zugeschlagen. Infolge des Deutschen Krieges 1866 wurde das Herzogtum und somit auch Reitzenhain von Preußen annektiert. Nach dem Ersten Weltkrieg wurde das Gebiet bis 1929 von Frankreich besetzt.
Am 26. und 27. März 1945 wurde der Ort von amerikanischen Truppen eingenommen. Nach dem Zweiten Weltkrieg gehörte der Ort zur französischen Besatzungszone. Seit 1946 gehört er zum Bundesland Rheinland-Pfalz, seit 1969 zum Rhein-Lahn-Kreis, seit 1972 zur Verbandsgemeinde Loreley.
Am 24. August 2012 mussten alle 324 Einwohner des Ortes wegen des Fundes einer Zehn-Zentner-Bombe aus dem Zweiten Weltkrieg evakuiert werden.

## Politik

### Gemeinderat
Der Gemeinderat in Reitzenhain besteht aus acht Ratsmitgliedern, die bei der Kommunalwahl am 9. Juni 2024 in einer Mehrheitswahl gewählt wurden, und der ehrenamtlichen Ortsbürgermeisterin als Vorsitzender.

### Ortsbürgermeister
Christine Obel wurde am 2. Juli 2024 Ortsbürgermeisterin von Reitzenhain. Bei der Direktwahl am 9. Juni 2019 war sie als einzige Bewerberin mit einem Stimmenanteil von 84,7 % für fünf Jahre gewählt worden.
Ortsbürgermeister seit 2009:
- bis 2009: Klaus Itzel
- 2009–2024: Rüdiger Geisel[5]
- ab 2024: Christine Obel

### Wappen
| Wappen von Reitzenhain | Blasonierung: „Unter einem durch Zinnenschnitt rot-silbernen geteilten Schildhaupt in Grün zwischen zwei goldenen Eichblättern mit einer goldenen Eichel ein goldener Kuckuck.“ |
| Wappen von Reitzenhain | Wappenbegründung: Der rot-silberne Zinnenschnitt im Wappen der Gemeinde Reitzenhain stellt den historischen Bezug zur hessischen Landesherrschaft her, besonders zur Linie Rheinfels-Rotenburg, die von 1648 bis 1794 bestand. Das Grün des Wappengrundes symbolisiert als Farbe des Waldes die Ortsnamenssilbe Hain, während die Darstellung des Vogels in der volkstümlichen Bezeichnung Reitzenhainer Kuckuck begründet ist. Das Wappen wurde am 8. April 1991 genehmigt. |